# Coup d'État de 1975 au Nigeria
Le coup d'État de 1975 au Nigeria est un coup d'État militaire sans effusion de sang survenu le 29 juillet 1975, au Nigeria lorsqu'une faction d'officiers subalternes des forces armées renverse le général Yakubu Gowon (qui prend lui-même le pouvoir lors du contre-coup d'État de 1966 (en)). Le colonel Joseph Nanven Garba (en) annonce le coup d'État dans une émission sur Radio Nigeria (qui devient FRCN (en) en 1978). Au moment du coup d'État, Gowon assiste au 12e sommet de l'Organisation de l'unité africaine (OUA) à Kampala, en Ouganda. Les putschistes nomment le brigadier Murtala Muhammed à la tête de l'État et le brigadier Olusegun Obasanjo son adjoint,,. Le coup d'État est motivé par le mécontentement des officiers subalternes face au manque de progrès réalisés par Gowon pour amener le pays vers un régime démocratique, tandis que le rôle de Garba en tant qu'initié est crédité d'avoir veillé à ce que le coup d'État soit sans effusion de sang.
Muhammed, dont la politique et la détermination lui valent un large soutien populaire et l'élèvent au statut de héros populaire, reste au pouvoir jusqu'au 13 février 1976, date à laquelle il est assassiné lors d'une tentative de coup d'État. Obasanjo lui succède à la tête de l'État.